# Sarin
Sarin (v kódu NATO označený jako GB) je vysoce toxická kapalná látka používaná jako nervově paralytická chemická zbraň. Její výroba je zakázána mezinárodní konvencí o nešíření chemických zbraní z roku 1993.
Sarin je čirá, bezbarvá kapalina bez výrazného zápachu. Nečistý sarin může být cítit jako hořčice nebo spálená guma.

## Historie
- 1939: Sarin byl objeven v Německu. Byl pojmenován na počest svých objevitelů, kterými byli Gerhard Schrader, Otto Ambros, Gerhard Ritter a Hermann van der Linde.[1]
- červen 1994: Členové japonské náboženské sekty Óm šinrikjó (Aum Shinrikyo) použili sarin v japonském městě Macumoto, čímž došlo k vůbec prvnímu použití chemických zbraní na civilní obyvatelstvo.[1]
- 1995: Členové Óm šinrikjó spáchali teroristický útok pomocí sarinu v tokijském metru, který si vyžádal 12 obětí a 5000 zraněných.
- 2013: V rámci syrské občanské války došlo k chemickým útokům v Ghútě, při kterých bylo použito 350 litrů sarinu, zasaženy byly tisíce lidí a stovky jich zemřely.
- 2017: Byl proveden chemický útok v Chán Šajchúnu[2]

## Konstrukce a výroba
Sarin vzniká reakcí molekuly isopropylalkoholu a methyldifluorofosfátu (CH3POF2). Z isopropylalkoholu se odštěpí vodík a s fluorem z CH3POF2 vytvoří kyselinu fluorovodíkovou (HF) a sarin.
CH3POF2 + (CH3)2CHOH → [(CH3)2CHO]CH3POF + HF
K reakci se přidává 2-aminopropan aby zneutralizoval HF vznikající během reakce. Jako binární chemická zbraň může být syntetizován z výše uvedených reaktantů na místě.
Sarin má ve vztahu k nervově paralytickým látkám vysokou těkavost, ale vůči jiným bojovým chemickým látkám s významně menší toxicitou (např. fosgenu), je jeho těkavost relativně malá. V bojových podmínkách nastává otrava především vdechnutím aerosolu sarinu a vzniklých par, který je vytvořen detonací výbušniny u náplně sarinu (1–2 g TNT na 10 g sarinu). Kaluže či veliké kapky by nebyly efektivní bojovou zbraní (tenze par je přibližně desetinová oproti vodě).
400 ml sarinu rozlitého na ploše 1 m2 při teplotě 16 °C a rychlosti proudění vzduchu 12,5 m/s by se vypařovalo průměrnou rychlostí 0,35 g/s a odpaření celé kaluže by zabralo 20 minut.

## Biochemické účinky

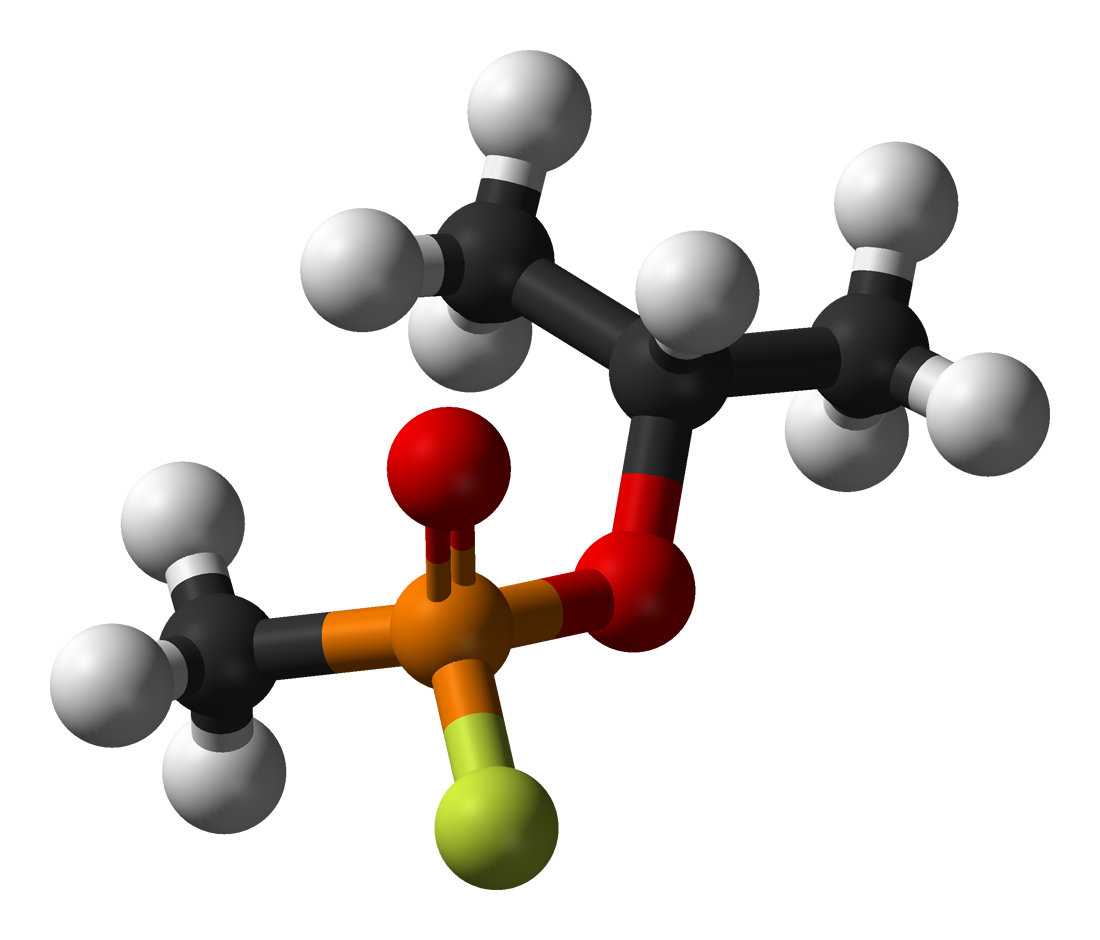
Chemická struktura sarinu

Organofosfát sarin je ireverzibilní kompetitivní inhibitor enzymu acetylcholinesteráza. Atom fluoru sarinu reaguje s hydroxylovou skupinou postranního řetězce serinu (-CH2OH) v aktivním místě acetylcholinesterázy (AChE), čímž vznikne esterová vazba:
AChE-CH2OH + FP(CH3)(=O)-O-CH(CH3)2 → AChE-CH2-O-P(CH3)(=O)-O-CH(CH3)2 + HF
Tato esterifikační reakce je velmi termodynamicky favorizovaná a vede k silné vazbě zbytku sarinu na bílkovinu, což je obecným důvodem vysoké toxicity látek řady G a V.
V řádu hodin pak vazba sarinu na acetylcholinesterázu takzvaně stárne, čímž se dále stabilizuje. Stárnutí spočívá ve spontánním hydrolytickém odštěpení isopropanolu z navázaného sarinu:
AChE-CH2-O-P(CH3)(=O)-O-CH(CH3)2 + H2O → AChE-CH2-O-P(CH3)(=O)OH + HOCH(CH3)2
Fosfátová skupina tím získá snadno odštěpitelný proton, čímž se stává kyselou a po jeho odštěpení záporně nabitou. Zestárlá vazba již nereaguje na případnou léčbu regenerátory acetylcholinesterázy popsanou v sekci Léčba.
Inhibice acetylcholinesterázy má za následek sníženou schopnost těla hydrolyzovat acetylcholin v synaptické štěrbině zpět na cholin a acetát (viz syntéza acetylcholinu). Tudíž dlouhá expozice acetylcholinu na receptory cholinergních synapsí brání opětné repolarizaci neuronu, a tím dalšímu vedení vzruchu. Cholinergní receptory jsou dvojího druhu: nikotinové vyskytující se v nervosvalových ploténkách a sympatických gangliích a muskarinové nacházející se v mozkových buňkách a periferním nervstvu. Z lokalizace těchto receptorů vyplývají následné příznaky otravy popsané v sekci Klinické projevy.
Smrtelná koncentrace sarinu se udává kolem 35 mg na metr krychlový vzduchu. Při této koncentraci by 50 % zasažených mělo po dvou minutách běžného dýchání při lehké aktivitě (tj. cca 24 nádechů s objemem 30 l) absorbovat smrtelné množství sarinu. Téměř univerzálně smrtící koncentrace sarinu pro dvouminutové vystavení je udávána jako 40 až 80 mg na metr krychlový vzduchu. To znamená, že množství pod 2 g je schopno smrtelně zamořit běžný pokoj. Naopak koncentrace pod 0,5–2 mg na metr krychlový vzduchu by neměly mít výrazné a těžké akutní účinky. Smrtelnost sarinu i jiných bojových plynů se obecně odvíjí od koncentrace a času vystavení takovým způsobem, že vystavení vysokým dávkám po krátkou dobu (např. 33 mg/m3 po dobu 2 minut) je výrazně více smrtelné než dlouhodobě vystavení dávkám nízkým (8,5 mg/m3 po dobu 30 minut u samiček myší).
Při vystavení kůže lehce oděné osoby s ochranou plic a očí parám a aerosolu dojde k těžké otravě po 30–50 minutách při koncentraci sarinu 1,2 g/m3 (u VX stačí 25 mg/m3).
Reálná účinnost bojových hlavic v bojových podmínkách se udává kolem 1 smrti na kilogram sarinu (tj. asi 3–4 kg munice) (u konvenčních výbušnin se udává 100 kg TNT na jedno úmrtí – tj. 200 kg munice). V případě teroristického útoku na uzavřené místnosti podle simulací připadá na kilogram čistého sarinu ve vzduchu 10–100 úmrtí. Tyto údaje jsou přibližné, vždy záleží na konkrétní situaci (hustota obyvatelstva, zdravotní stav, počasí).
V případě použití chemických zbraní ve válce se v době studené války počítalo s tím, že chemická munice bude 2–10 efektivnější než stejná hmotnost konvenční munice pro dosažení bojových cílů i při vybavení protivníka protichemickými obleky. Obleky totiž fyzicky zatěžují vojáky a významně snižují jejich bojovou efektivitu. Podobně by došlo i ke zpomalení oprav letišť.

## Klinické projevy
Sarin působí velice rychle na centrální nervovou soustavu. Podle intenzity zasažení nastane zúžení zornic (= mióza), pocit tlaku v očích, bolesti hlavy, dýchací obtíže, kašel, zvýšená sekrece hlenu, zvracení, pocit úzkosti a neklid. Při větším zasažení dochází k záškubům a křečím jednotlivých částí těla. U osoby neléčené podáním protijedu nastává smrt následkem obrny dýchacích svalů a zástavy činnosti srdce.

## Léčba
Otrava sarinem se léčí intravenózní aplikací alkaloidů atropinu, fysostigminu a reaktivátory cholinesterázy. Atropin působí jako blokátor cholinergního receptoru, tím kompenzuje přebytek acetylcholinu na synapsích. Fysostigmin je přirozený inhibitor cholinesterázy, takže jeho podání je zdánlivě nelogické, je to ale na rozdíl od sarinu inhibitor reverzibilní. Jeho efekt je dvojí. Jednak chrání cholinesterázu před poškozením sarinem. A jednak umožní lépe snášet velkou dávku atropinu; tyto léky mají totiž protichůdné účinky. Dalším lékem jsou regenerátory cholinesterázy, které dokáží vyvázat sarin z vazby na enzym. Dostupné jsou trimedoxim, obidoxim a asoxim (v současnosti ve výbavě Armády ČR a Integrovaného záchranného systému v antidotu ANTIVA). Léčba reaktivátorem se však musí provést co nejdřív, protože na zestárlou vazbu je neúčinná.